# Gagea spathacea
Vous lisez un « bon article » labellisé en 2013.
Gagée à spathe
Section
Espèce
Synonymes
- Ornithogalum spathaceum Hayne, 1797 (basionyme)

La Gagée à spathe (Gagea spathacea) est une espèce de plantes à fleurs du genre Gagea et de la famille des Liliacées. C'est une petite plante à bulbes présente en Europe.
Parmi les gagées, elle se caractérise par sa feuille élargie en forme de spathe et l'absence de poils sur les feuilles et sur les hampes florales.
La Gagée à spathe possédant des fleurs stériles, elle se reproduit uniquement grâce aux bulbilles produites par les bulbes. De ce fait, cette multiplication asexuée produit des clones (98,5 % des spécimens). De la Suède à l'Italie, de la Belgique à la Russie, les Gagées à spathe ont toutes le même patrimoine génétique. Cela n'empêche cependant pas cette plante de coloniser de nouveaux espaces. Les bulbilles peuvent en effet se déplacer sur de courtes distances lorsque le sol est remué ou de manière plus éloignée par le ruissellement puis les cours d'eau.

## Dénominations
Le nom vulgaire et vernaculaire de cette plante en français est Gagée à spathe,.

### Taxinomie et nomenclature

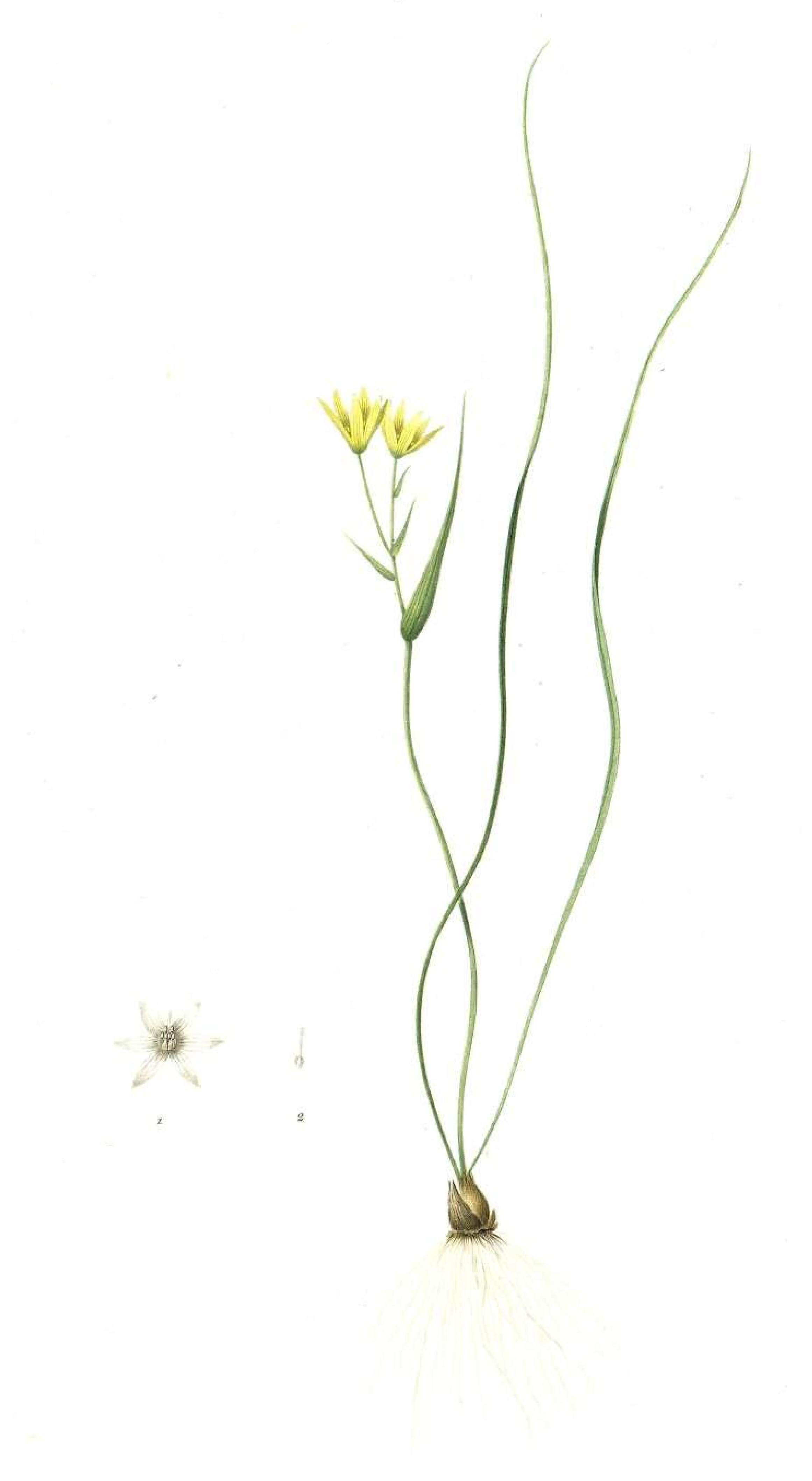
Illustration de Gagea spathacea réalisée par Pierre-Joseph Redouté.

Parmi les quatorze sections du genre Gagea, la section Spathaceae définie par Igor Germanovich Levichev possède une seule espèce, Gagea spathacea.
Friedrich Gottlob Hayne a décrit le premier cette espèce, en 1797, et l'a nommée Ornithogalum spathaceum. La plante ayant permis cette première description provenait d'un bois de feuillus, nommé « Hindschenfelder », situé à un mille de Hambourg. Le lectotype est hébergé au Muséum suédois d'histoire naturelle,.
Critiquant le fait que Linné se soit imposé comme loi de ne fonder ses genres que sur des fruits, Richard Anthony Salisbury pointe en 1806 la nécessité de tenir compte des inflorescences. Cela le conduit à créer un nouveau genre regroupant les plantes autrefois classées dans les Ornithogalum mais ayant un ovaire supère, qu'il appelle Gagea, en hommage à Sir Thomas Gage, collectionneur et diffuseur de plantes européennes rares. Il donne ainsi à la Gagée à spathe son nom actuel. L'épithète spécifique spathacea fait quant à elle référence à la feuille en forme de spathe caractéristique.

### Synonymes
Gagea spathacea (Hayne) Salisb. possède deux synonymes homotypiques : Ornithoxanthum spathaceum et Stellaster spathaceus. Heinrich Friedrich Link avait proposé en 1829 de constituer un genre Ornithoxanthum, mais il est illégitime puisqu'il donne en synonymie des basionymes d'espèces appartenant au genre Ornithogalum défini antérieurement. Le nom Stellaster spathaceus proposé par Otto Kuntze en 1891 suit la même règle d'illégitimité puisqu'il cite quant à lui Gagea spathacea Salisbury.
Il existe également des synonymes hétérotypiques, notamment Ornithogalum belgicum, décrit par Alexandre Louis Simon Lejeune en 1824 et renommé en Gagea belgica par Barthélemy Charles Joseph Du Mortier en 1829. Un autre, Ornithogalum heynii fut décrit en 1798 par Albrecht Wilhelm Roth.
Enfin la variété Gagea spathacea var. transcarpatica décrite par Karel Domin en 1931 n'est plus reconnue et est considérée comme synonyme de Gagea spathacea.

## Description générale

Diagramme floral de Gagea spathacea.

La Gagée à spathe est une plante de 10  à   25 cm de hauteur, glabre. Les deux, voire trois feuilles partant du sol, larges de 0,5  à   1,5 mm et longues de 15 à 20, voire 28 cm de long, sont plus ou moins cylindriques ou en forme de gouttières. Elles peuvent être plus longues que l'inflorescence. Les feuilles portées par la tige (dites feuilles caulinaires) sont également glabres : l'inférieure a une forme de spathe foliacée, la supérieure ressemble à une bractée. Les deux bulbes, inégaux, ovoïdes, mesurent 10  à   18 mm de longueur et 6  à   10 mm de largeur. Ils sont enfermés dans une tunique commune, dure, brillante, brune. Plusieurs petites bulbilles latérales sont accolées aux bulbes. Un maximum de 54 bulbilles a déjà été compté pour un seul pied.
L'inflorescence, fleurie en avril-mai, est une ombelle comprenant 1 à 5 fleurs portées par des pédicelles glabres de 30  à   45 mm de long. Les bractéoles, situées à la base des pédicelles ou juste au-dessus, sont fines, glabres et mesurent 2  à   15 mm de long. Les fleurs comprennent trois sépales pétaloïdes et trois pétales, jaunes au-dessus et vert jaunâtre en dessous, ovales et elliptiques, non velus à la base et obtus au sommet. Les six étamines sont insérées à la base du périanthe. Les anthères sont attachées par le bas au filet. Les fruits forment une capsule presque sphérique loculicide. La formule florale est donc 3S 3P 6E 3C.

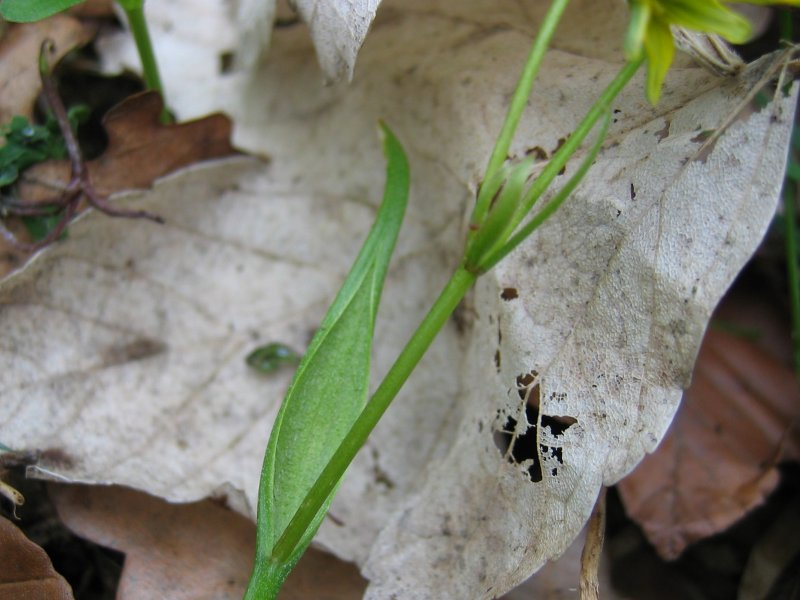
La spathe.
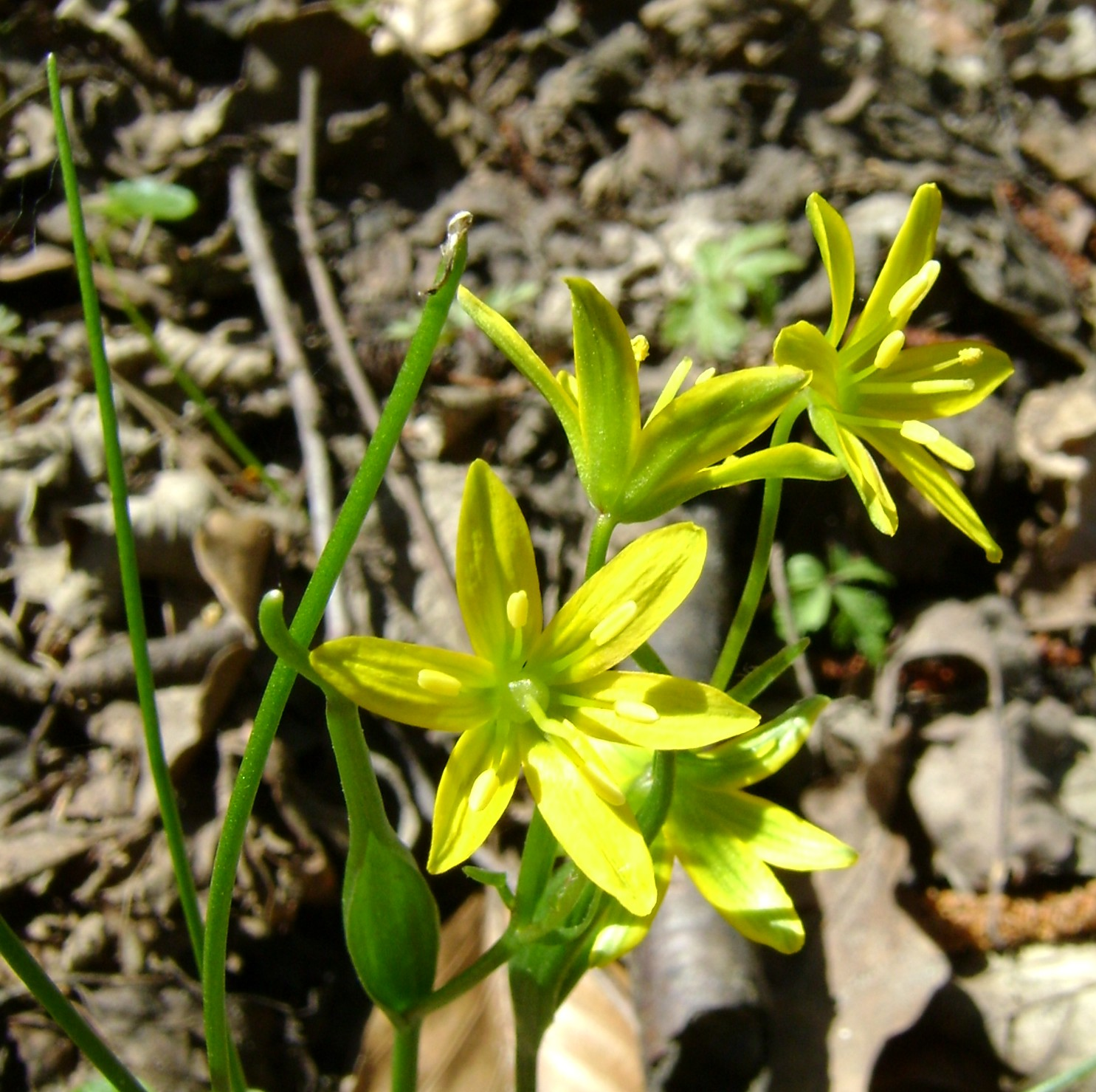
Inflorescence.
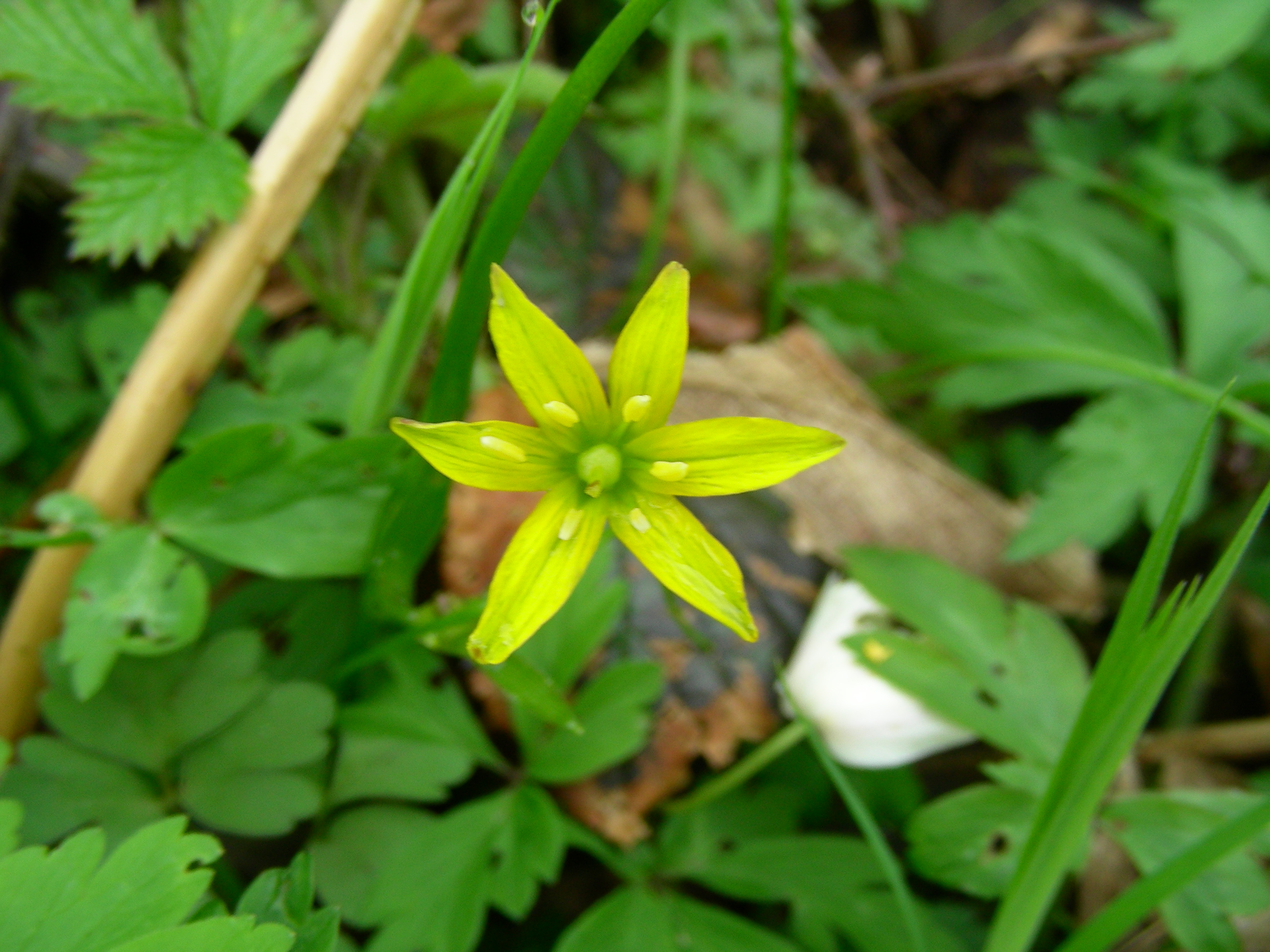
Gros plan de la fleur.

À l'état végétatif, Gagea spathacea se distingue de Gagea lutea ou d’Hyacinthoides non-scripta par ses feuilles cylindriques, ces deux dernières ayant des feuilles aplaties au-dessus et avec une nervure médiane saillante en dessous.
Gagea minima diffère de la Gagée à spathe par l'unique feuille basale non cylindrique ou caniculée et par la forme de la spathe.

## Biologie

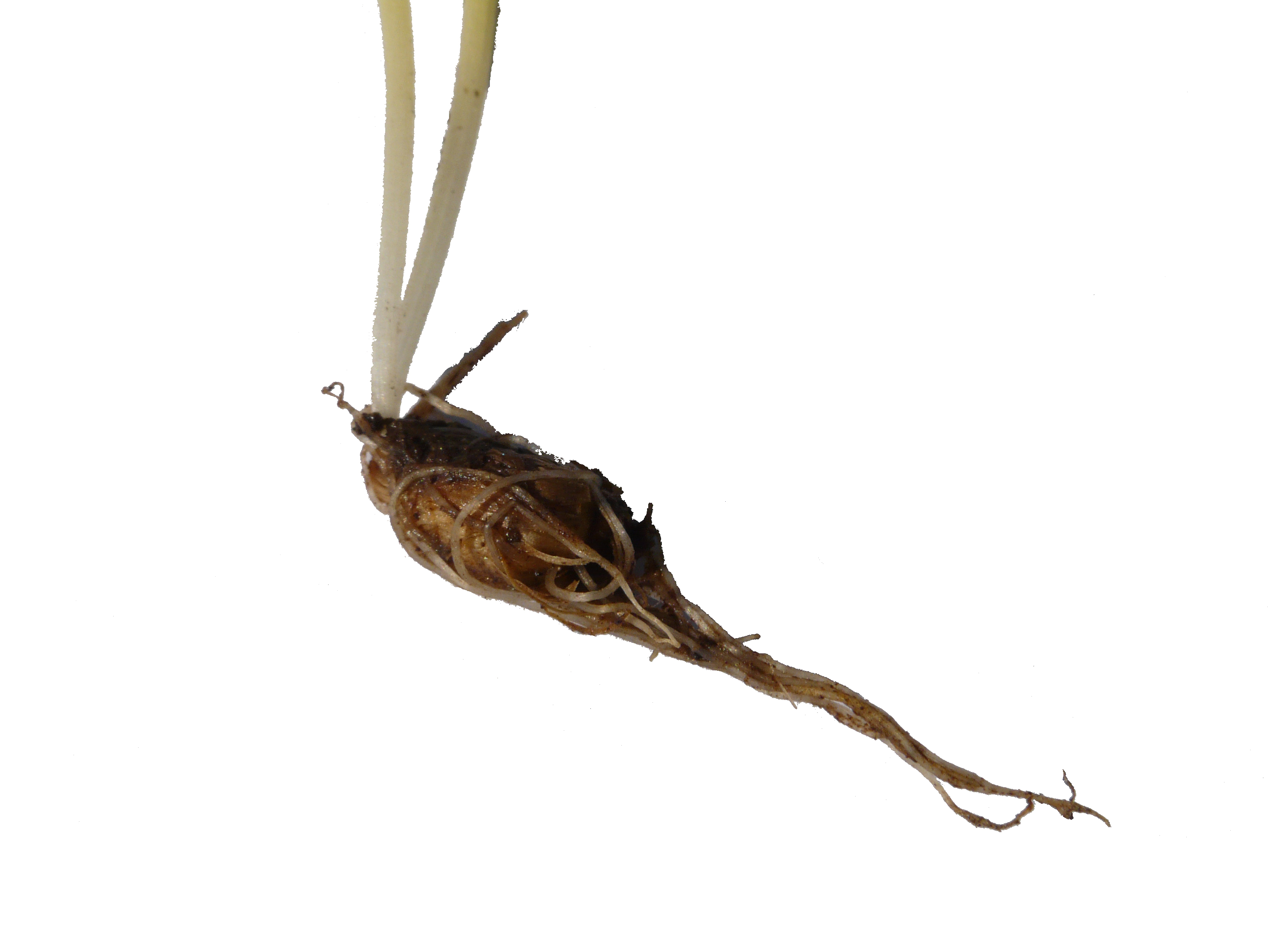
Bulbe de Gagea spathacea.

La Gagée à spathe, géophyte à bulbe, se reproduit quasiment uniquement par multiplication végétative. La plante investit plus de ressources nutritives dans la formation de bulbilles que dans les bulbes, ce qui réduit la possibilité de floraison. Même lorsque la plante fleurit, l'inflorescence ne mobilise que 6,1 % de l'azote, contre 18,3 % pour les bulbilles. Qui plus est, seulement 16,3 ± 22,8 % des grains de pollen sont viables : leur nombre par anthère est faible et les grains sont souvent malformés et collés ensemble. Plusieurs populations ne donnent pas de graines,. Même si aucune publication n'atteste d'une reproduction sexuée, elle ne peut être totalement exclue, puisque quelques grains de pollen sont viables. Enfin, une parthénogénèse ou une pollinisation croisée avec d'autres Gagées sont possibles, d'autant que l'hybridation est observée dans ce genre, toutefois, pas avec la Gagée à spathe comme parent.
Une étude sur les populations présentes en Europe a confirmé le caractère exclusif de la multiplication végétative. Sur 138 échantillons prélevés dans 52 populations provenant des Pays-Bas (2), de Belgique (1), de Suède (4), d'Italie (2), de Russie (2) et d'Allemagne (41), 136 étaient des clones. Les deux exceptions provenaient d'une population allemande et d'une autre caucasienne.

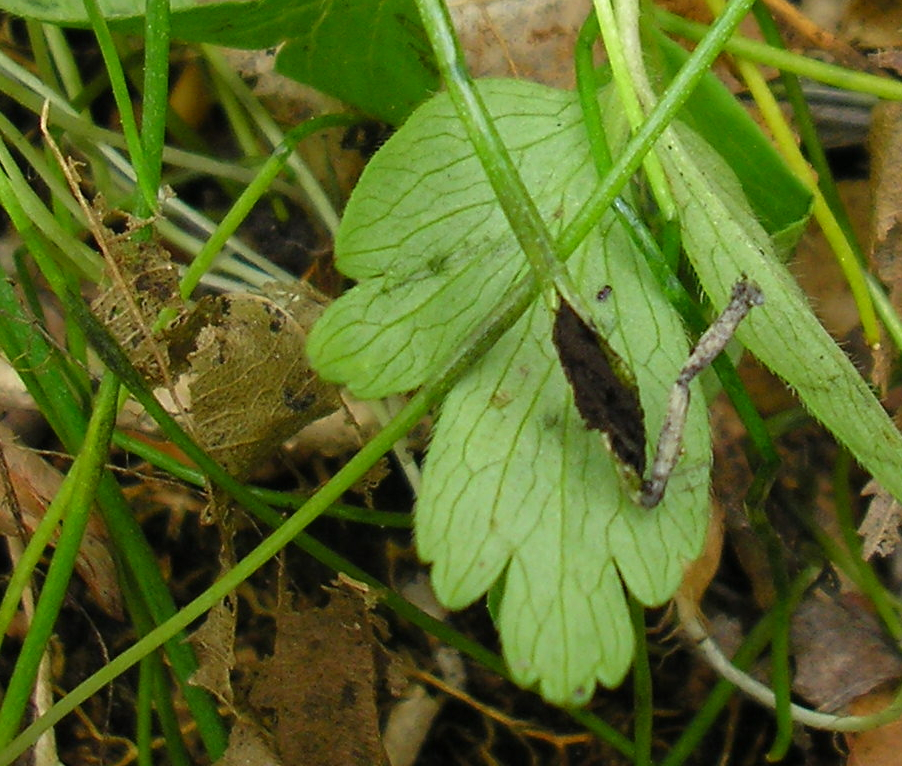
Vankya ornithogali, le charbon des Gagées, parasitant Gagea spathacea.

Deux raisons sont avancées : le niveau de ploïdie (9x=108),, et son origine hybride présumée peuvent tous deux affecter la méiose.
Cette multiplication végétative n'est toutefois pas un frein à la dispersion, comme le montre la population monoclonale. En Suède, une étude a d'ailleurs montré que Gagea spathacea pouvait coloniser de nouveaux bois connectés à d'anciens par des individus isolés, la population se développant ensuite. Sur de courtes distances, le déplacement des bulbilles peut être dû à celui du sol lors de chutes d'arbres ou lors du fouissement animal. Il est d'ailleurs favorisé par le sanglier. Sur de plus longues distances, le ruissellement, puis le déplacement dans les cours d'eau, est une raison évoquée.
En fin de saison végétative, l'azote des feuilles est transféré dans les bulbes. Sa biomasse est doublée par rapport au début de saison.
La Gagée à spathe peut être infectée par un champignon Vankya ornithogali, le charbon des Gagées.

## Répartition et habitat

Carte de répartition de Gagea spathacea localisant les pays où la plante est présente.

La Gagée à spathe est présente dans toute l'Europe. Les stations les plus denses sont situées dans le nord de l'Allemagne et dans le sud de la Suède. Alentour, la plante est moins densément installée ; sa situation est parfois menacée. Elle bénéficie de mesures locales de protection et de conservation.
Cette espèce est médioeuropéenne. Les populations les plus denses sont situées dans le Nord de l'Allemagne, principalement en Mecklembourg-Poméranie-Occidentale, et dans les régions adjacentes : Sud de la Scandinavie et Pologne. Elle se raréfie à l'Ouest et au Sud de cette zone : aux Pays-Bas, en France, en Belgique, en Autriche, en Hongrie, en Biélorussie, en Ukraine et jusqu'au Nord-Ouest du Caucase. Elle est également présente en Italie, au Luxembourg, en Slovaquie, en Slovénie, en Pologne, en Croatie, en Roumanie, en Russie (baltique, centrale et Sud-Ouest) et en Serbie. Cette plante croît à une altitude comprise entre 100  et   250 m, avec une exposition Sud et une inclinaison comprise entre 5 et 10°. Le sol est de type forestier, brun, riche. Gagea spathacea n'aime pas les sites trop influencés par l'Homme.
La Gagée à spathe est répartie dans des régions couvertes de glace lors du Pléistocène. Les populations se sont donc vraisemblablement implantées ensuite. Deux scénarios sont alors envisageables. Soit l'espèce est d'origine postglaciaire et s'est développée probablement après un événement d'hybridation simple, dans sa zone de répartition principale actuelle puis s'est répandue dans les régions voisines. Soit elle est antérieure à l'Holocène et doit donc avoir survécu dans un refuge glaciaire, par exemple un nunatak. Après les glaciations, un clone, ou quelques-uns, ont commencé à migrer dans les régions découvertes, un ramet devenant alors le mégaclone dominant. Elle pourrait avoir eu alors une chorologie plus vaste, mais avoir ensuite régressé en raison du lessivage des sols sablonneux pauvres en argile, survivant seulement dans des zones limoneuses. L'hypothèse retenue aujourd'hui est une apparition à la fin du Miocène en Asie du Sud-Est.

### À l'ouest de sa zone de répartition

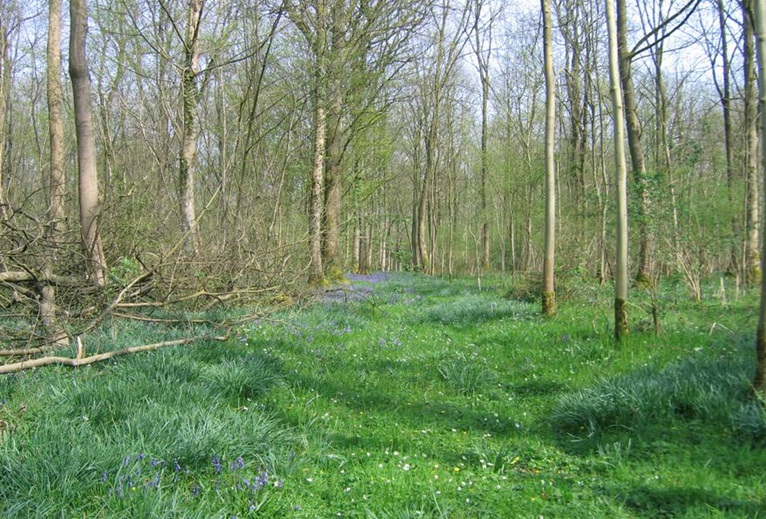
Habitat typique de la Gagée à spathe dans le Nord de l'Avesnois.

En France, la Gagée à spathe n'est présente que dans deux régions, les Ardennes (une station au Chesne) et en Avesnois, dans le Bavaisis, cette population étant la plus importante et se prolongeant en Belgique dans le district brabançon, dans les provinces de Flandre-Orientale, du Hainaut, du Brabant flamand et du Brabant wallon ainsi qu'en Région de Bruxelles-Capitale. Plus au nord, la Gagée à spathe est également présente dans les Pays-Bas dans 70 stations, dans les provinces de l'Overijssel, de la Frise et de la Drenthe.
Elle est généralement abondante dans ses stations et des prospections systématiques récentes montrent qu'elle est plus fréquente que les observations anciennes ne le laissaient croire,. Elle y passe facilement inaperçue, car elle fleurit rarement dans les stations ombragées.
Dans cette zone, la Gagée à spathe apprécie les ripisylves, les clairières, les layons ou les berges des ruisseaux dans les chênaies-charmaies, sur des sols frais à humides, alluviaux ou limoneux, voire sableux, ou dans les lieux herbeux à proximité,,. Elle requiert des sols moyennement à très riches en éléments nutritifs.
Elle est considérée comme l'une des espèces caractéristiques des hêtraies à Aspérule odorante. Dans la Twente, elle pousse dans trois associations forestières. Le long de la Dinkel et de ses affluents, elle se rencontre sur des alluvions sableux dans la Frênaie à Merisier à grappes (Pruno-Fraxinetum). Elle est rare dans la Frênaie à Laîche avec la Prêle géante (Carici remotae-Fraxinetum), alors qu'en Allemagne elle est commune dans cet habitat. Enfin, elle se rencontre dans la chênaie-charmaie à stellaire (Stellario-Carpinetum) occupant les lisières ou les taillis sur les pentes.

### En Europe centrale
Selon la classification EUNIS, cette espèce est caractéristique des forêts hygrophiles pannoniques à frêne, charme et chêne. Elle y habite les forêts des plaines méso-thermophiles typiques de la Chênaie-Charmaie à Fragon (Rusco-Querco-Carpinetum) et les chênaies xérophiles à Chêne de Hongrie, Chêne chevelu et Fragon petit-houx (Rusco aculeati-Quercetum frainetto-cerris). Elle préfère les conditions climatiques de l'Atlantique et est donc relativement fréquente dans le Nord de l'Europe centrale et rare dans le Sud.
En Poméranie occidentale et en Pologne, la Gagée à spathe était plantée dans les cimetières.

## Statut

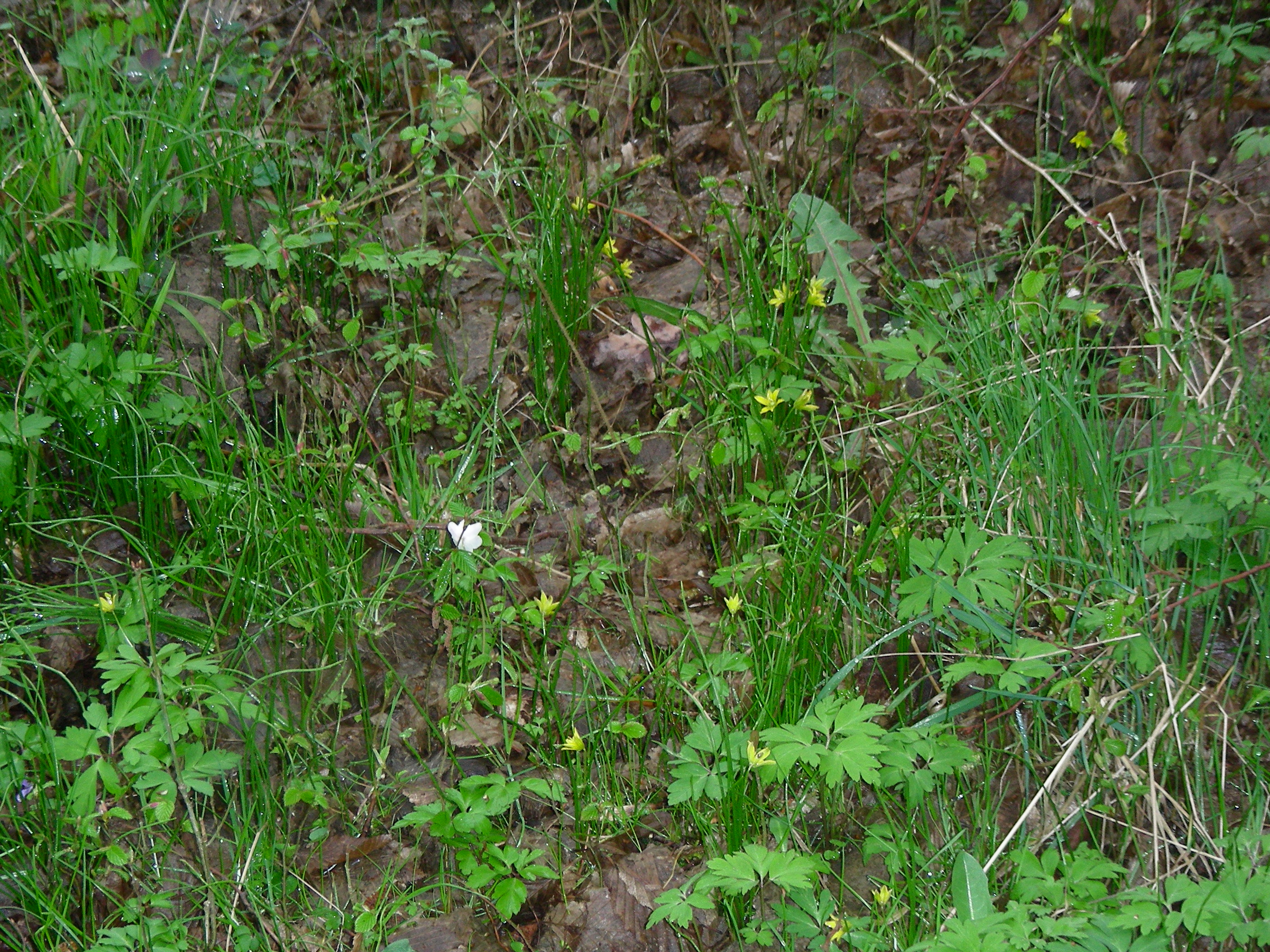
Station de Gagée à spathe dans le Bavaisis (France).

La Gagée à spathe est inscrite dans la liste des espèces végétales protégées sur l'ensemble du territoire français métropolitain en Annexe 1 (espèces strictement protégées). Dans le Bavaisis, les bois l'abritant sont protégés par un arrêté préfectoral de protection du biotope. Dans les Ardennes, le Conservatoire des espaces naturels de Champagne-Ardenne a signé le 10 avril 1995 un bail emphytéotique avec le propriétaire du bois , pour une durée de 18 ans. Il a été prolongé depuis.
Elle est considérée comme vulnérable dans la liste rouge des espèces menacées en France en 2012. Dans les Hauts-de-France, ce taxon est jugé exceptionnel et vulnérable : les stations étant menacées par l'abattage massif des frênes touchés par la chalarose et le développement des ronciers. Elle est également inscrite sur la liste rouge de Champagne-Ardenne.
En Belgique, Gagea spathacea est classée comme espèce menacée, en danger en région flamande ; elle est considérée comme vulnérable en région wallonne et à l'échelle du pays. En Wallonie, elle est légalement protégée et présente dans des sites inclus dans le réseau Natura 2000,,.
Aux Pays-Bas, elle est sensible ; au Danemark, elle est de préoccupation mineure ; en Slovénie, elle est notée en danger sur la liste rouge ; en Biélorussie, elle est rare et en danger.